# Heretic II
Pour les articles homonymes, voir Heretic (homonymie).
Heretic II est un jeu vidéo d’action-aventure développé par Raven Software et publié par Activision le 31 octobre 1998 sur Windows avant d’être porté sur Linux, Mac OS et Amiga. Le jeu fait suite à Heretic dont il reprend l’univers médiéval-fantastique. Le joueur incarne Corvus, de retour après son exil, alors que celui-ci découvre qu’une épidémie a balayé le pays de Parthoris. Après avoir lui-même été infecté, Corvus part en quête d’un remède. Le jeu utilise une version modifiée de l’id Tech 2 de Quake II pour afficher l’environnement en trois dimensions du jeu que le joueur observe en vue à la troisième personne. Comme son prédécesseur, le jeu propose une combinaison de combat au corps à corps  et de combat à distance, le joueur disposant notamment de différents types de sortilèges.

## Accueil
| Heretic II      | Heretic II | Heretic II |
| Média           | Pays       | Notes      |
| --------------- | ---------- | ---------- |
| Game Revolution | US         | A-         |
| GameSpot        | US         | 81%        |
| Gen4            | FR         | 4/5        |
| IGN             | US         | 79 %       |
| Joystick        | FR         | 86 %       |